# هری ریپلی مکسون
هری ریپلی مکسون (انگلیسی: Harry Mackeson; ۲۵ مهٔ ۱۹۰۵ – ۲۵ ژانویهٔ ۱۹۶۴) سیاستمدار و پرسنل نظامی اهل بریتانیا بود.